# Vagh rodiekek
A vagh rodiekek a Csillagok háborúja elképzelt univerzumának a rodiaiak fajnak a génmódosított alakja.

## Leírása
A vagh rodiekek a Yuuzhan Vongok által kitenyésztett harci fenevad. Miután a Vongok leigázták Rodiát és megsemmisítették a városokat, figyelmüket az erőszakos rodiaiak fajra irányították. Kihasználva a rodiaiak természetes agresszív mivoltát, a Vongok ádáz élő fegyvert „gyártottak” belőlük. Az átalakítást Taug Molou mester (Master Shaper) irányította és felügyelte.
Taug Molou mester és átalakító csapata sejtekre szedték szét a legyőzött rodiaiakat, aztán pedig más élőlények sejtjeivel együtt újból összerakták őket, de ekkor már nem rodiaiak voltak, hanem vagh rodiekek. Átalakítás után az áldozatnak már nincs szabad akarata, csakis a Vong uraira hallgat. A vagh rodiekeket főleg a huttok területein vetették be. Habár ez az átalakítási módszer még a Yuuzhan Vongnál is a szabályzat szélén áll, a vagh rodiekek annyira hasznosakká váltak, hogy a Supreme Overlord (Legfelsőbb Nagyúr) elnéző volt Taug Molou mester és átalakító csapata módszere iránt.
A vagh rodiek már nem hasonlít a kétlábú rodiaira, inkább egy óriási rákra, mivel most már négy ízelt lába van, taraja helyett borotvaéles pikkelyek nőnek és kezek helyett félméteres rákollói vannak. Színe azonban megmaradt zöldnek.